# Tiro nos Jogos Olímpicos de Verão da Juventude de 2014 - Pistola de ar 10 m Equipas mistas
As provas de Tiro - Pistola de ar a 10 m equipas mistas nos Jogos Olímpicos de Verão da Juventude de 2014 decorreram a 21 de Agosto de 2014 na Base de Treinos de Desportos de Fangshan em Nanquim, China. As provas foram disputadas em formato misto de sexo e nação. A equipa constituída por Lidia Nencheva (Bulgária) e Vladimir Svechnikov (Uzbequistão) foi campeã Olímpica. A prata foi ganha por Ahmed Mohamed (Egito) e Teh Xiu Yi (Singapura). A letã Agate Rasmane e o guatemalteco Wilmar Madrid ganharam o Bronze.

## Medalhistas
| Ouro   | BUL Lidia Nencheva (F) UZB Vladimir Svechnikov (M) |
| Prata  | EGY Ahmed Mohamed (M) SIN Teh Xiu Yi (F)           |
| Bronze | LAT Agate Rasmane (F) GUA Wilmar Madrid (M)        |

## Resultados da final
|  | Semifinais                                         | Semifinais                                         |    |                                             | Final                                       | Final |  |
|  |                                                    |                                                    |    |                                             |                                             |       |  |
|  |                                                    |                                                    |    |                                             |                                             |       |  |
|  | EGY Ahmed Mohamed (M) SIN Xiu Yi Teh (F)           | 10                                                 |    |                                             |                                             |       |  |
|  | LAT Agate Rasmane (F) GUA Wilmar Madrid (M)        | 9                                                  |    |                                             |                                             |       |  |
|  |                                                    |                                                    |    |                                             |                                             |       |  |
|  |                                                    |                                                    |    |                                             |                                             |       |  |
|  |                                                    |                                                    |    |                                             | EGY Ahmed Mohamed (M) SIN Teh Xiu Yi (F)    | 5     |  |
|  |                                                    | BUL Lidia Nencheva (F) UZB Vladimir Svechnikov (M) | 10 |                                             |                                             |       |  |
|  |                                                    |                                                    |    |                                             |                                             |       |  |
|  |                                                    |                                                    |    |                                             |                                             |       |  |
|  |                                                    |                                                    |    |                                             | Disputa pelo bronze                         |       |  |
|  |                                                    |                                                    |    |                                             |                                             |       |  |
|  | TPE Chung Ting-Yu (F) ARM Zaven Igityan (M)        | 8                                                  |    | LAT Agate Rasmane (F) GUA Wilmar Madrid (M) | 10                                          |       |  |
|  | BUL Lidia Nencheva (F) UZB Vladimir Svechnikov (M) | 10                                                 |    |                                             | TPE Chung Ting-Yu (F) ARM Zaven Igityan (M) | 8     |  |